# 高橋名人の大冒険島
『高橋名人の大冒険島』（たかはしめいじんのだいぼうけんじま）は、ハドソンが1992年1月11日に発売したスーパーファミコン用ゲームソフト。高橋名人を主人公とした、横スクロール型アクションゲーム。音楽は古代祐三が担当。出演CMタレントはダウンタウン。また、1995年1月3日に『高橋名人の大冒険島II』が発売された。

## ゲーム内容
前作からの主な変更点として、名人のアクションに「しゃがむ」、しゃがんだままジャンプする「ハイジャンプ」が新たに追加されている。

### システム
主人公の高橋名人が、敵キャラクターや障害物との接触、敵からの攻撃、穴や海に落ちるとミスになる。また、バイタリティゲージが、一定時間が経過したり、石につまづくと減っていき0になるとミスになる。ミスになった場合は残数が1つ減って、現在のラウンドの始めから（チェックポイントを通過した場合はそこから）再スタートになる。残数が無くなってしまうとゲームオーバー。
スコアが50000点、100000点、200000点を超える毎に主人公が1UPする。

### アイテム
フルーツ
得点アイテム。更にバイタリティゲージが1目盛回復する。キウィフルーツ（200点）、バナナ（200点）、パイナップル（200点）の3種類ある。
石オノ → 光のオノ
基本的な攻撃アイテム。投げると放物線状に飛んでいき、地面に落ちると消える。2連射可能。つまづき石を破壊できる。
ブーメラン → 光のブーメラン
真っ直ぐに飛んでいき、一定距離まで行くと手元に戻ってくる。上や下にも投げられる。つまづき石を破壊できるなど石オノより威力はある。
スケボー
乗るとスピードアップするが停止や後進が出来なくなる。敵や障害物にぶつかるとなくなる。
ボーナス星
取るとボーナスステージにワープする。
太陽
取ると2000点。
星
取ると1000点。
月
取ると500点。
ミルク
バイタリティーが完全回復。
1UP
高橋名人の残数が1増える。ボーナスステージでアイテムを全て収集すると出現する。

## 設定

### ストーリー
（参考:）
ここは平和の国アドベンチャーアイランド。この国を狙う数々の侵略者たちと勇敢に戦い、平和を守り続けている高橋名人はみんなの英雄である。英雄である名人は憎らしいことに女の子にモテモテ。今夜もミス・ジャングルと呼ばれている美しい娘、ジーナとのデートで浮かれる名人。満天の夜空にちりばめられた美しい星、波音だけが聞こえる白い砂浜。2人のムードは盛り上がり、さあこれからというときにイタズラ好きの「ダーキー」が通りかかった。2人のアツアツなムードに腹が立ったダーキーは、ジーナを魔法で石に変えてしまった。ジーナを元の姿にもどしてあげるためには、遠く遠く海の向こうにあるといわれる『でんせつ山のでんせつ沼に沈む伝説のオノ』で石を砕いてしまうしかない。
『伝説のオノ』を求める高橋名人には多くの障害や悪者たちの妨害が待ち受けている。そして、でんせつ山のふもとには、あのダーキーの悪魔城があった。

### ステージ構成
1面 ジャングル、火山
2面 海岸、クジラのお腹の中
3面 木、鉱山
4面 砂漠、池
5面 氷河、悪魔城

## 他機種版
| No. | 発売日                                        | 対応機種                     | タイトル                                  | 開発元   | 発売元   | メディア     | 型式 | 売上本数 | 備考 |
| --- | --------------------------------------------- | ---------------------------- | ----------------------------------------- | -------- | -------- | ------------ | ---- | -------- | ---- |
| 1   | PAL 2011年5月13日 2011年5月30日 2011年6月28日 | Wii （バーチャルコンソール） | Super Adventure Island 高橋名人の大冒険島 | ハドソン | ハドソン | ダウンロード | -    | -        | -    |

## スタッフ
- ストーリー：西澤龍一
- デザイナー：平井隆之、すごうともこ、鈴木多恵子、Y.ASAKURA、日下純
- サウンド：古代祐三
- プログラム：B.HANAWA（鈴木俊之）、酒井誠
- プロデューサー：植山幹郎、門脇光弘
- ディレクター：KYON KYON
- スーパーバイザー：ウエストン

## 評価
ゲーム誌『ファミコン通信』のクロスレビューでは合計21点（満40点）、『ファミリーコンピュータMagazine』の読者投票による「ゲーム通信簿」での評価は以下の通りとなっており、21.3点（満30点）となっている。
| 項目 | キャラクタ | 音楽 | お買得度 | 操作性 | 熱中度 | オリジナリティ | 総合 |
| 得点 | 3.9        | 3.6  | 3.4      | 3.6    | 3.6    | 3.3            | 21.3 |